# Charles Plantier
Pour les articles homonymes, voir Plantier.
Charles Plantier (1891-1965) est un résistant et homme politique français.

## Biographie
Né en 1891 à Canaules d’une famille protestante originaire de Lozère, Charles Plantier est le fils de Casimir Plantier, viticulteur, maire et conseiller général jusqu’à sa mort en 1912.
Lui-même viticulteur, il cultive les opinions de libre penseur de son père, et adhère en 1906 à la Section française de l'Internationale ouvrière. Appelé en 1911, il est mobilisé pour toute la durée de la guerre et blessé durant la bataille de Verdun, il reçoit la Croix de guerre 1914-1918 et la Médaille militaire.
Après le congrès de Tours de 1920, il rejoint le Parti communiste français. Il est élu maire de Canaules-et-Argentières en 1920, il accueille Gabriel Péri qui se réfugie dans le village durant la guerre du Rif. En
1928, il est candidat aux élections législatives dans la circonscription du Vigan. Il fait un voyage en Union soviétique en 1932 à l’occasion de
l’anniversaire de la révolution d’Octobre. Sous le Front populaire, il est concomitamment chef de cabinet du maire d’Alès et représentant du Gard au Comité des maires de France. De 1936 à 1940, il est encore conseiller général du canton d’Alès-Nord-Est. En 1939, il est déchu de ses mandats comme tous les élus communistes.
De 1941 à 1943, il est interné au camp de Saint-Sulpice-la-Pointe.
Revenu dans le Gard, il participe à l’aide clandestine aux maquis cévenols, et abrite des
dirigeants de la résistance départementale. Dénoncé et à nouveau arrêté, il
est assigné à Saint-Firmin, où il reçoit le soutien de son épouse Ida
Meynadier. Avec la complicité de la population de son village, il s’évade et
rejoint les Francs-tireurs et partisans ; il acquiert le grade de capitaine et combat jusqu’à la
libération complète du territoire, en septembre 1944.
Il est à Canaules président du comité local de libération installé le 23 août 1944. Il appartient en parallèle au comité
départemental. Durant l’épuration, il s’oppose à une justice expéditive et
défend la clémence vis-à-vis de son remplaçant, président de la délégation spéciale de
Canaules sous Vichy.
En 1945, il retrouve ses fonctions à Alès. Il est durant de longues années
secrétaire général de l’Enfance ouvrière au grand air.
Il meurt en mars 1965, dans ses fonctions de maire de Canaules.